# Lindenhof (Gunzenhausen)
Lindenhof ist ein Gemeindeteil der Stadt Gunzenhausen im Landkreis Weißenburg-Gunzenhausen (Mittelfranken, Bayern). Lindenhof liegt in der Gemarkung Gunzenhausen.

## Lage
Die Einöde liegt östlich der Altstadt Gunzenhausens am südöstlichen Rand einer Ausbuchtung des „Burgstall“-Waldgebietes.

## Geschichte
Der Lindenhof wurde 1919 durch den Diplomingenieur und Malzfabrikbesitzer Willi Eidam († 1936) aus Gunzenhausen an einem Fischteich am Rande des Burgstalls als Gaststätte mit Wohnung im „oberbayerischen Jagdhausstil“ errichtet und von ihm 1922 bezogen. Auch eine kleine Landwirtschaft gehörte dazu. Ab 1924 wurden Gästezimmer angeboten. 1929 erfolgte ein Wohnhausanbau. Ab 1933 nahm der Lindenhof erholungsbedürftige Mütter auf. Zusätzliche Einnahmen brachte der Verkauf von Quellwasser aus einem Waldbrunnen, das unter der Bezeichnung „Lindenhof-Quelle“ ausgeliefert wurde. 1940 verkaufte die Witwe Eidam das Anwesen an die Familie Schumann. Nach dem Zweiten Weltkrieg leitete die einstige Besitzerin, Stefanie Eidam, im Lindenhof bis 1949 ein Schülerheim für bis zu 30 Schüler.
1925 war der Lindenhof noch nicht im amtlichen Ortsverzeichnis verzeichnet. 1950 wurden die beiden Gebäude des Lindenhofes von 24 Personen bewohnt. 1961 bestand der Lindenhof aus einem Wohngebäude mit vier Einwohnern. Der Ortsteilcharakter des Lindenhofes wurde mehr und mehr zugunsten des Stadtgebietes von Gunzenhausen aufgehoben.
In den 1960er Jahren wurde aus der vormaligen Ausflugsgaststätte ein Müttergenesungsheim mit angebauter Liegehalle. 1997 erfolgte ein Neubau. Heute wird der Gebäudekomplex als „AWO-Seenlandklinik“, ein Kurhaus und Sanatorium für Mutter und Kind vom Arbeiterwohlfahrt-Bezirksverband Ober- und Mittelfranken e. V. betrieben. Die Einrichtung bietet 84 Plätze (34 für Mütter und 50 für Kinder).

## Sonstiges
- Am Lindenhof führt der archäologische Burgstall-Rundweg vorbei.[14]